# Tubulanus albocinctus
Tubulanus albocinctus är en djurart som tillhör fylumet slemmaskar, och som först beskrevs av Ernest F. Coe 1904.  Tubulanus albocinctus ingår i släktet Tubulanus och familjen Tubulanidae. Inga underarter finns listade i Catalogue of Life.